# بنو أمية
بَنُو أُمَيَّة أو بَنِي أُمَيَّة أو الأُمَويُّون أو الأُمَويِّين، هم إحدى فروع قبيلة قريش الكنانية، وكانوا من أهم الأفخاذ ذات السيادة والنفوذ في مكة، وهم أول أسرة قرشية مسلمة حاكمة في تاريخ الإسلام، حكموا الدولة الأموية وعاصمتها دمشق ما بين عام 661م إلى 750م، وأسسوا لهم دولة في الأندلس عاصمتها قرطبة.

## نسبهم
هم بنو أمية بن عبد شمس بن عبد مناف بن قصي بن كلاب بن مرة بن كعب بن لؤي بن غالب بن فهر بن مالك بن قريش بن كنانة بن خزيمة بن مدركة بن إلياس بن مضر بن نزار بن معد بن عدنان.

### بنو أمية اليوم
بعد سقوط الدولة الاموية وقيام الدولة العباسية بعد أحداث معركة الزاب الكبرى قتل كل أموي في الشام، ولم يبق في الشام أحد من بنو أمية وهرب أعداد منهم إلى الأندلس مثل عبد الرحمن الداخل. وينتسب إليه بعض المسلمين في إسبانيا.

### الأمويون في عسير
وقيل أن بعضهم عاد إلى الجزيرة العربية وسكنوا بين مكة وعسير وحكموا أجزاءً منها وهم من ذرية علي بن محمد بن عبد الرحمن الأموي من ذريه محمد بن يزيد بن معاوية الأموي. لكن نفت دارة الملك عبدالعزيز للكتب وجود شخصية تُدعى "علي بن محمد الأموي" وأول ذكر لهذه الشخصية من كتاب إمتاع السامر بتكملة متعة الناظر وقامت دارة الملك عبدالعزيز بوضع كتاب إمتاع السامر في قائمة الكتب المزورة بسبب إختلاق أمجاد وشخصيات وهمية لم يرد ذكرها في أي كتب أخرى وتضمن الكتاب تزييفاً واضحاً للأنساب كما أن "علي بن محمد الأموي" المزعوم بأنه أسس إمارة في عسير وأستمرت الإمارة في عقبه إلى وقت قريب تجهله كتب التاريخ وكتب التراجم والأخبار وتجهل قيامة في سنة 131هـ.

## الدولة الأموية
قامت الدولة الأموية في عام 661م وكان أول الخلفاء معاوية بن أبي سفيان وكانت دمشق عاصمة الدولة، في عهد دولة بني أمية ومن عاصمتها دمشق انتشر الإسلام والفتوح غرباً حتى إسبانيا في أوروبا، ثم شرقا حتى تخوم الصين سنة 715م في وسط آسيا وكونت أكبر دولة في التاريخ الإسلامي، ونجح الأمويون في فتح الكثير من البلاد ونشر الإسلام، واهتموا بالعلوم والفقه والمساجد، والعمارة وجعلوا من عاصمتهم دمشق أهم مدن العالم الإسلامي ومنارة للعلم، أنشأ الأمويون أهم المعالم في المدن الإسلامية والتي ماتزال حتى اليوم مثل المسجد الأموي بدمشق، والمسجد الأقصى بالقدس والمسجد النبوي بالمدينة المنورة وجامع قرطبة في الأندلس والكثير من القصور الأموية الأخرى.
تميزت العمارة في العهد الأموي واشتهرت بالزخارف والفسيفساء، وصك الأمويون العملة الإسلامية الدينار الأموي في عهد الخليفة عبد الملك بن مروان، وشيّدوا دور العلم والمدارس والمكتبات والمستشفيات وشجعوا العلم والعلماء، وعربوا الدواوين ونظموا الحكم والدولة والولاة ونظام القضاء وغيره، وفي العهد الأموي وضعت النقط على حروف المصحف (تنقيط المصحف)، وأوجدوا نظام البريد وربطوا عاصمتهم دمشق بباقي المدن في الدولة بنظام البريد، وبنى الأمويون أول أسطول إسلامي بحري.

### مقارنة بين دولة بني العباس ودولة بني أمية
جاء في أطلس تاريخ الإسلام: "إن الدولة العباسية لو تنبهت إلى حقيقة وظيفتها كدولة إسلامية، وهي نشر الإسلام لا مجرد المحافظة عليه كما وجدته، لو أنها قامت برسالتها وأدخلت كل الترك والمغول في الإسلام، لأدت للإسلام والحضارة الإنسانية أجَلَّ الخدمات، وتغيرت صفحات التاريخ. وهكذا تكون الدولة العباسية قد خذلت الإسلام في الشرق والغرب. فهي في الشرق لم تتقدم وتُدخل كل الأتراك والمغول في الإسلام، كما تمكنت الدولة الأموية من إدخال الإيرانيين ومعظم الأتراك في الإسلام وفتحت أبواب الهند لهذا الدين. وفي الغرب قعدت الدولة العباسية عن فتح القسطنطينية. ولو أنها فعلت ذلك لدخل أجناس الصقالبة والخزر والبلغار الأتراك في الإسلام تبعاً لذلك، إذ لم تكن قد بقيت أمام هذه الأجناس أية ديانة سماوية أخرى يدخلونها. وهنا ندرك الفرق الجسيم بين الدولة الأموية والدولة العباسية. فالأولى أوسعت للإسلام مكاناً في معظم أراضي الدولة البيزنطية، وأدخلت أجناس البربر جميعاً في الإسلام، ثم انتزعت شبه جزيرة أيبريا (الأندلس) من القوط الغربيين، ثم اقتحمت على الفرنجة والبرغنديين واللومبارد بلادهم بالإسلام، وحاولت ثلاث مرات الاستيلاء على القسطنطينية. أما العباسيون فلم يضيفوا -رغم طول عمر دولتهم- بل خسروا العديد من المناطق التي فتحها الأمويون".

## الصحابة الأمويون

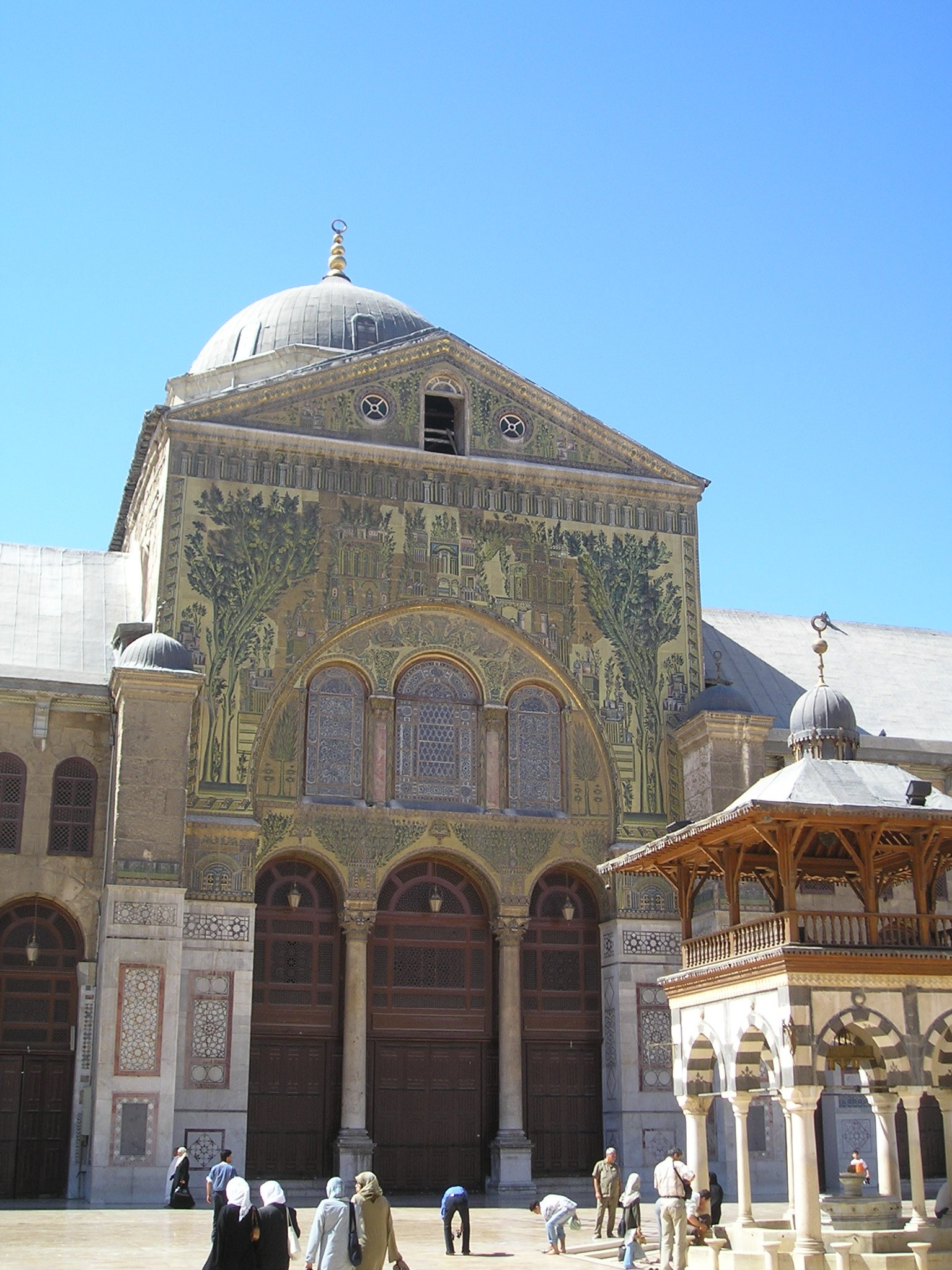
جامع بني أمية الكبير في دمشق بناه الوليد بن عبد الملك

يوجد عدد كبير من الصحابة الأمويين، من أشهرهم:
- عثمان بن عفان بن أبي العاص بن أمية، من أوائل من أسلم، تزوج السيدة رقية والسيدة أم كلثوم بنات الرسول ويعتقد المسلمون السنة بأنه ثالث أفضل رجال الأمة بعد أبي بكر وعمر بن الخطاب.[5]
- أم حبيبة بنت أبي سفيان بن حرب بن أمية، قديمة الإسلام تزوجها النبي وهي في الحبشة (في دولة أريتيريا وإثيوبيا حالياً) بعد موت زوجها عبيد الله بن جحش الأسدي وقد كان ابن عمة النبي.
- أم كلثوم بنت عقبة بن أبي معيط بن أبي عمرو بن أمية، قديمة الإسلام من المهاجرات، تزوجها زيد بن حارثة فمات عنها في مؤتة ثم تزوجت الزبير بن العوام فمات عنها مقتولاً (قتله عمرو بن جرموز) ثم تزوجت عبد الرحمن بن عوف فماتت عنده.
- عبد الله بن سعيد بن العاص بن أمية، قديم الإسلام شهد بدراً، أمره النبي بتعليم القرآن بـالمدينة ثم ولاه بعض قرى العرب، استشهد يوم بدر.
- عمرو بن سعيد بن العاص بن أمية، قديم الإسلام شهد بدراً وهاجر الهجرتين، ولاه النبي على وادي القرى (حالياً العلا).
- خالد بن سعيد بن العاص بن أمية، قديم الإسلام جداً أسلم في أيام الإسلام الأولى، من مهاجرة الحبشة، ولاه النبي على صنعاء.
- أبان بن سعيد بن العاص بن أمية، أسلم أثناء غزوة خيبر عام 7هـ، ولاه النبي ﷺ على الخطّ (حالياً القطيف).
- أبو سفيان بن حرب بن أمية، أسلم قبل فتح مكة وروى الحديث عن النبي ﷺ، ولاه النبي على نجران.
- يزيد بن أبي سفيان بن حرب بن أمية، أسلم يوم فتح مكة، أحد قادة الجيوش في فتوح الشام، ولاه عمر بن الخطاب على دمشق.
- معاوية بن أبي سفيان بن حرب بن أمية، أسلم يوم صلح الحديبية، وكان أحد قادة الجيوش في فتوح الشام، ولاه عمر بن الخطاب دمشق وبعلبك والبلقاء، ثم جمع له عثمان بن عفان الشام بأسرها، ثم صار أول ملوك الإسلام.

## قائمة الخلفاء بني أمية

### دمشق
| اسم الخليفة           |  | مكان الولادة                        |  |  | مده الحكم        |  |  |
| --------------------- |  | ----------------------------------- |  |  | ---------------- |  |  |
| معاوية بن أبي سفيان   |  | مكة المكرمة - 15 قبل الهجرة         |  |  | 20 سنة           |  |  |
| يزيد بن معاوية        |  | الماطرون أو مكة المكرمة - 26 هجريا  |  |  | 3 سنوات          |  |  |
| معاوية الثاني بن يزيد |  | الشام - 44 هجريا                    |  |  | سنة واحدة        |  |  |
| مروان بن الحكم        |  | مكة المكرمة - 2 هجريا               |  |  | سنة واحدة        |  |  |
| عبدالملك بن مروان     |  | المدينة المنورة - 26 هجريا          |  |  | 20 سنة           |  |  |
| الوليد بن عبدالملك    |  | المدينة المنورة - 46 هجريا          |  |  | 10 سنوات         |  |  |
| سليمان بن عبدالملك    |  | المدينة المنورة - 54 هجريا          |  |  | سنتان            |  |  |
| عمر بن عبدالعزيز      |  | المدينة المنورة - 61 هجريا          |  |  | 3 سنوات          |  |  |
| يزيد بن عبدالملك      |  | المدينة المنورة - 71 هجريا          |  |  | 4 سنوات          |  |  |
| هشام بن عبدالملك      |  | وادي القرى - 72 هجريا               |  |  | 19 سنة           |  |  |
| الوليد بن يزيد        |  | الشام أو المدينة المنورة - 90 هجريا |  |  | سنة واحدة        |  |  |
| يزيد بن الوليد        |  | الشام أو الأردن - 86 هجريا          |  |  | أقل من سنة كاملة |  |  |
| إبراهيم بن الوليد     |  | مكة المكرمة - 70 هجريا              |  |  | سنة واحدة        |  |  |
| مروان بن محمد         |  | المدينة المنورة - 72 هجريا          |  |  | أقل من سنة كاملة |  |  |